# Eleições gerais na Índia em 2009

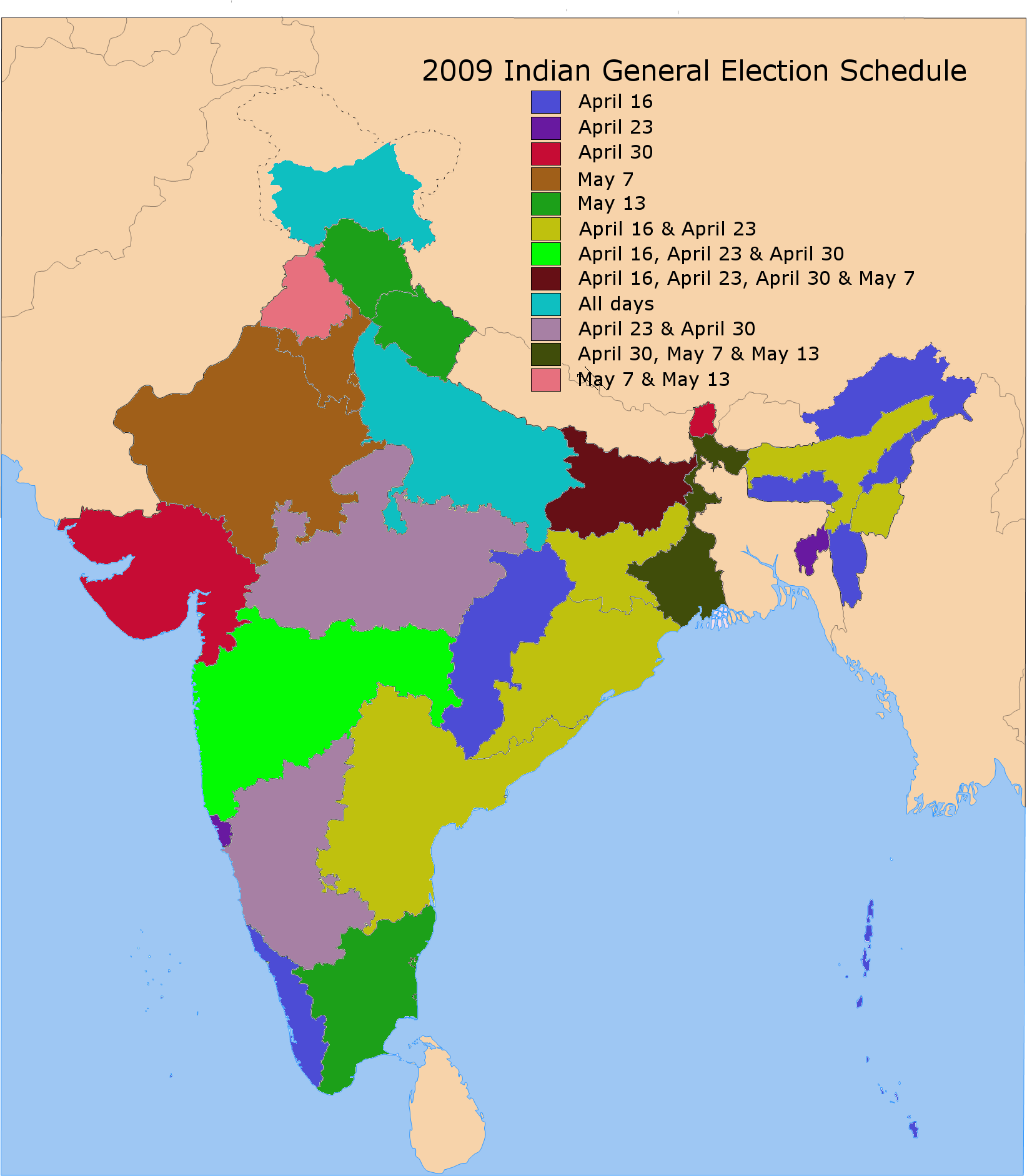

As eleições gerais indianas de 2009 foram realizadas em 5 turnos: em abril nos dias 16, 22, 23 e 30, e em maio nos dias 7 e 13.

## Primeira etapa
De acordo com o estipulado pela Comissão Eleitoral, os colégios de 124 circunscrições abriram às 7h do horário local nas 17 regiões indianas nas quais houve votação. 124 dos 542 assentos da Câmara Baixa indiana estiveram em disputa neste dia, embora a apuração ocorra de forma conjunta em 16 de maio, quando a Comissão Eleitoral espera anunciar os resultados totais.
Os distritos nos quais eleições gerais acontecerão pertencem aos estados de Caxemira, Uttar Pradesh, Bihar e Jharkhand (norte), Arunachal Pradesh, Assam, Manipur, Meghalaya, Mizoram e Nagaland (nordeste), Orissa (leste), Maharashtra (oeste), Kerala e Andhra Pradesh (sul), e Chhattisgarh (centro), além das ilhas de Andaman e Laquedivas.
Andhra e Orissa realizarão também de forma paralela eleições ao Parlamento regional.

### Violência e índices de participação
O dia foi abalado por ataques da guerrilha maoísta, também chamada de naxalita, contra as forças de segurança e funcionários eleitorais e que deixaram 19 mortos em vários pontos do país. A participação eleitoral ficou próxima aos 60% na maioria dos 15 estados e dois territórios onde ocorreu a primeira fase do pleito. "Em linhas gerais, as eleições foram pacíficas", declarou à imprensa um subcomissário da Comissão Eleitoral indiana. A maior participação eleitoral foi registrada nas ilhas Laquedivas (86%) e no estado de Meghalaya (84%), enquanto que nos da Caxemira e de Uttar Pradesh apenas 48% e 49% dos eleitores, respectivamente, compareceram às urnas. Dezenas de milhares de agentes e funcionários foram convocados a trabalhar durante este primeiro dia de votação.
A guerrilha, que ameaçou "cortar as mãos" dos cidadãos que fossem votar, protagonizou dois atentados, além de tiroteios com agentes e ataques a colégios eleitorais no chamado "cinturão vermelho", uma faixa de território no centro e no leste da Índia onde os rebeldes têm forte presença. Na região de Latehar, no estado de Jharkhand, uma mina explodiu quando um ônibus passou sobre ela e matou dois civis e sete membros da Guarda de Fronteiras. Cinco funcionários envolvidos na supervisão da votação morreram em outra explosão de uma mina colocada pelos maoístas no estado vizinho de Chhattisgarh, que celebrou hoje seu primeiro e único dia de eleições. A Polícia relatou que em um distrito da mesma região, Dantewada, os maoístas atacaram um colégio eleitoral e mataram dois agentes da Central Police Reserve Force (CRPF), a força de segurança que costuma realizar operações contra os rebeldes. Em outro ataque, dois agentes foram assassinados por dez guerrilheiros maoístas no distrito de Gaya, situado no estado de Bihar. Os rebeldes já incendiaram também máquinas de voto eletrônico e veículos, mas não houve registros de vítimas.
Também hoje, houve choques entre eleitores de partidos rivais na Caxemira, enquanto que no decisivo estado de Andhra Pradesh, a destruição de equipamentos usados na organização das eleições levou as autoridades a repetirem a votação em 17 colégios eleitorais.

## Segunda etapa
A segunda fase das eleições gerais na Índia ocorreram em 12 estados (Caxemira, Uttar Pradesh, Bihar e Jharkhand (norte), Assam e Tripura (nordeste), Orissa (leste), Andhra Pradesh e Karnataka (sul), Maharashtra e Goa (oeste) e Madhya Pradesh (centro)). Um total de 191,7 milhões de eleitores indianos participaram desta etapa do pleito. Os colégios eleitorais abriram as portas às 7h, e a maioria deles fechou às 17h, exceto em três estados, que encerram o processo uma hora antes. O primeiro-ministro, Manmohan Singh, votou em Guwahati, e expressou sua confiança no Partido do Congresso, apostando em maioria suficiente para revalidar seu mandato. "Estou muito contente de vir depositar meu voto. Todos os indianos deveriam exercer este direito", disse ele. Com o fechamento da segunda fase, 265 das 543 cadeiras em jogo na Câmara Baixa já foram decididas.

### Violência e índices de participação
Forças do governo estavam em alerta enquanto as multidões formavam filas nos postos de votação. Pelo menos seis pessoas morreram em episódios de violência registrados. A participação média foi de 55%. Em Uttar e Bihar, foi registrada a menor participação (44%), enquanto em Tripura cerca de 80% dos eleitores votaram. As altas temperaturas registradas na maior parte da Índia acabam tendo influência nas eleições, e o calor causou a morte de quatro funcionários entre só na região de Madhya, segundo a Comissão Eleitoral indiana.
Assim como no primeiro turno, a violência da guerrilha maoísta e separatista voltou a se manifestar, porém com menos intensidade. Em Assam, um grupo guerrilheiro local denominado "Viúvas Negras" matou um soldado e feriu outros dois em uma emboscada registrada no distrito North Cachar Hills, segundo a Polícia. A Polícia afirmou que as eleições foram prejudicadas em alguns pontos de Jharkhand, onde os funcionários encontraram dificuldades para chegar aos locais previstos de votação nas áreas da atividade da guerrilha. Um militante do partido governista morreu e outras 30 pessoas ficaram feridas em confrontos registrados em vários pontos do estado de Andhra.

## Terceira etapa
Os mais de 165 mil colégios eleitorais abriram suas portas às 17h, como previsto pela Comissão Eleitoral. Nove estados e dois territórios do país participaram desta fase: Bihar, Uttar Pradesh, Gujarat, Karnataka, Bengala e Mumbai, que elege 10 deputados. Também acontece no vale da Caxemira, em meio a um forte esquema de segurança, particularmente em Srinagar, depois de dois dias de protestos violentos e a detenção de líderes separatistas. Bihar e Bengala também são vigiados pelo temor de ataques dos maoístas.

Foram eleitos 543 deputados da Assembleia do Povo, que representa os 28 Estados e sete territórios do país.

### Violência
A jornada eleitoral aconteceu, em geral, sem incidentes maiores, embora a explosão de uma mina colocada pelos maoístas no distrito bengali de Purulia tenha ferido dois membros das forças de segurança, segundo o superintendente da Polícia, Rajesh Yadav. Na região de Gujarat, houve choques entre militantes do Partido do Congresso e do BJP, enquanto em Bihar, se enfrentaram também membros de partidos rivais sem que se registrassem vítimas.
Em geral, os choques entre seguidores de partidos rivais, e nenhuma morte foi registrada.

## Quarta etapa
Na quarta fase do pleito, cerca de 95 milhões dos mais de 700 mi de eleitores estavam aptos a votar que vai escolher os ocupantes de 85 assentos dos 543 da Câmara Baixa do Parlamento.

### Violência
Na Caxemira e em Srinagar, as autoridades reforçaram as medidas de segurança para evitar incidentes, mobilizando milhares de policiais que usavam coletes a prova de balas, carregando rifles de assalto, patrulhando as ruas e fazendo a segurança dos locais de votação em Srinagar e na Caxemira. As forças de segurança usaram gás lacrimogêneo para dispersar pelo menos um grupo de manifestantes que atiraram pedras. Os manifestantes gritavam slogans contra as eleições e o governo indiano. Uma pessoa foi morta em Bengala Ocidental. Também ocorreram episódios de violência no distrito de Murshidabad. Em Uttar Pradesh, forças de segurança e paramilitares tiveram de se espalhar pelas áreas mais sensíveis.
Centenas de manifestantes enfrentaram a polícia na Caxemira, as forças de segurança lançaram gás lacrimogêneo contra o grupo que atirava pedras, afirmou o porta-voz da Força de Polícia Central. Os manifestantes gritavam frases contra as eleições e o atual governo. Os rebeldes também fizeram explodir uma bomba em um dos postos de votação em Srinagar, mas não houve danos.

## Quinta etapa
A quinta e última fase do pleito foi realizada em nove estados e territórios do país. 107,8 milhões de eleitores foram convocados a votar neste dia, divididos em 121.632 colégios eleitorais, os quais abriram as portas às 7h no horário local. Serão escolhidos 86 legisladores da Lok Sabha. A votação ocorreu nos estados de Himachal, Uttarakhand, Caxemira, Punjab, Uttar Pradesh, Bengala e em Tamil Nadu, além de nos territórios de Chandigarh e Pondicherry. Concorreram 1.432 candidatos, entre os quais 93 mulheres, segundo os dados da Comissão.

## Resultados preliminares
O Partido do Congresso, presidido por Sonia Gandhi, conseguiu uma boa vitória, mesmo não tendo alcançado uma maioria absoluta (de 272 deputados), mas é possível que some esse total junto com seus tradicionais aliados, como a Aliança Progressista Unida e outros, segundo os dados provisórios divulgados no dia 16 de abril. Eles concedem à legenda um resultado muito superior a todas as previsões. De acordo com os dados divulgados pela Comissão Eleitoral por volta das 15h em seu site, o partido liderava a apuração em 204 das 543 circunscrições, frente a 116 do opositor Partido Bharatiya Janata (BJP). Os resultados ainda são muito preliminares, pois a Comissão só confirmou a vitória do Partido do Congresso em 14 e do BJP em 12 circunscrições, mas suficientes para que o partido opositor tenha admitido uma derrota. Isso representa um segundo mandato à frente do governo para Manmohan Singh, mas com uma maioria muito mais confortável que as 145 cadeiras que tinha no Parlamento em fim de mandato. O Partido do Congresso ampliou também seu banco de votos em detrimento da Terceira Frente, um bloco formado pelos comunistas e por partidos regionais que tinha se apresentado como alternativa aos dois partidos dominantes das eleições do país.
Sonia Gandhi agradeceu a "confiança depositada de novo" em seu partido pelo eleitorado, em um primeiro comparecimento à imprensa, junto com o candidato a primeiro-ministro, Manmohan Singh. "O povo da Índia sempre faz a escolha apropriada", disse ela, que falou à imprensa em frente a sua residência em Délhi, depois de Singh, segundo imagens retransmitidas ao vivo pelas redes de televisão indianas. Singh mostrou também seu agradecimento e prometeu que formará um Governo "forte e estável", e convidou todos os partidos "seculares" da Índia a apoiar o novo Executivo.
O BJP, que buscava deslocar do poder o partido da dinastia Nehru-Gandhi, disse estar "decepcionado" com o resultado, que representa também uma melhor posição à legenda no Parlamento, onde contava com 138 assentos. "Reconhecemos a derrota", disse a ex-ministra e líder do partido, Sushma Swara.
O secretário-geral do Partido Comunista da Índia-Marxista, Prakash Karat, disse ter levado um "grande golpe" e admitiu a necessidade de "um sério exame dos motivos" do fracasso deste pleito. Os comunistas em seus dois redutos tradicionais, Bengala e Kerala, obtiveram apenas 19 cadeiras.
A líder "dalit" Mayawati, que tinha levantado grandes expectativas como cabeça visível da Terceira Frente, não conseguiu bons resultados fora de seu reduto, Uttar Pradesh, e obteve 21 cadeiras (frente às 19 anteriores).
Em resumo, o Congresso ficou com 190 cadeiras, seu melhor desempenho desde 1991.

## Reações
- Estados Unidos: O presidente, Barack Obama, felicitou a Índia pelo desenvolvimento das "eleições nacionais históricas", que considera que "fortaleceram a vibrante democracia" desse país e "mantiveram os valores de liberdade e pluralismo", divulgou a Casa Branca. O líder estadunidense espera "continuar a colaboração com o Governo indiano para fortalecer a calorosa aliança entre os dois países".[13]

- Comissão Europeia: O presidente da Comissão Europeia, José Manuel Durão Barroso, felicitou o primeiro-ministro indiano, Manmohan Singh, e Sonia Gandhi. "O processo eleitoral foi outra demonstração impressionante da cultura democrática da Índia", afirmou ele. Barroso acrescentou ainda que a Comissão busca continuar trabalhando com o Governo de Nova Délhi liderado pelo Partido do Congresso "para reforçar ainda mais as relações entre União Europeia e Índia".[14]